# Церковь Мученика Валериана

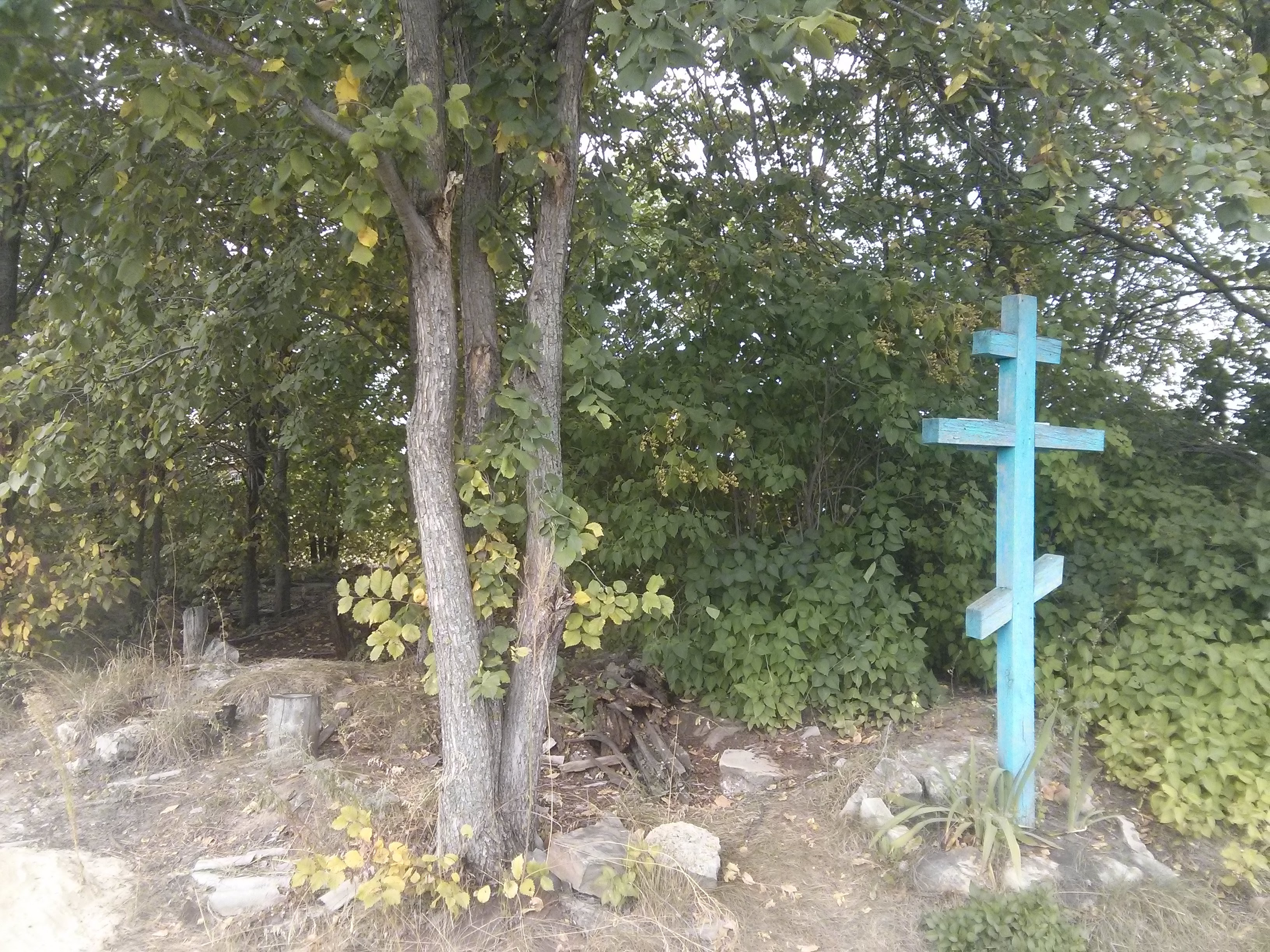
Памятный крест на месте алтаря Церкви мученика Валериана в Комаровке, август 2016

Церковь мученика Валериана — утраченная православная церковь в селе Комаровка. Памятник архитектуры.
Церковь находилась в центре села и ничем не выделялась из прочей застройки ни архитектурным стилем, ни размерами и была окружена деревянной оградой.
Названа в честь мученика Валериана в память о втором сыне местного барина: прапорщике Валериане Николаевиче Насакине (10.8.1835—1871), так как в село пришло известие о его гибели 27.8.1855 на Малаховом кургане в ходе Крымской войны. Впоследствии оказалось, что известие было ошибочным.

## Архитектура
Пример деревянной культовой постройки II пол. XX века. Здание 3-х частной приходской церкви переоборудовано под клуб. Храм и трапезная подведены под общую высокую 4-х скатную шиферную кровлю. Колокольня разобрана. Церковь срублена из дерева, снаружи обшита тесом.

Над 5-ти гранным алтарем первоначальное покрытие железом. На фасадах сохранились элементы первоначального декора: лопатки, фриз, наличники с килевидным завершением. Интерьер полностью переоборудован.

Общие габариты: 18.8*7.2 м

Длина храма: 8.5 м

Длина трапезной: 6.4 м

Крыльцо: 3.5*4 м

Апсида: 3.4*4 мЛ. Перфильева

## История

### До революции
Построена в 1859 году прихожанами.
В 1900 году прихожанами Валериановской церкви непосредственно из Комаровки было 518 человек: 264 мужчины и 254 женщины. Село входило в состав 6-го благочиннического округа Сызранского уезда Симбирской губернии.

### После революции
После революции 1917 года Церковь мученика Валериана переоборудована в сельский клуб, а колокольня разобрана.
В 1976 году Церковь мученика Валериана признана памятником архитектуры со следующим описанием значимости:
Пример провинциального культового здания II пол. XX века, свидетельствующего о широкой распространенности в данном районе типа деревянных трехчастных приходских церквей. Сохранились фрагменты характерного для них фасадного декора.
В 1980-х годах Церковь мученика Валериана разобрана и из ее материалов построено жилое здание, которое сгорело через несколько месяцев.

## Достопримечательности
- Церковь мученика Валериана внесена в список культурного наследия России под номером 7300000257[1].
- В Валериановской церкви находилась чудотворная икона Божией Матери[7].
- Много лет назад в Комаровке в «Святом роднике» произошло явление иконы Святой Параскевы Мученицы, которая хранилась в Валериановской церкви, а теперь хранится в Троицком Сунгуре [8][9].